# 47 (число)
47 (сорок семь) — натуральное число, расположенное между числами 46 и 48.

## В науке
- Атомный номер серебра

### В математике
- Нечётное двузначное число
- Недостаточное число
- 15-е простое число
- Одиозное число
- Число Кита
- 247 = 140737488355328
- 47!=258623241511168180642964355153611979969197632389120000000000
- Количество деревьев с девятью неотмеченными узлами.
- Одно из чисел с таким свойством, что сумма его с перевёрнутым числом равна квадрату суммы его цифр ({\displaystyle 47+74=11^{2}}).

### Астрономия
- M47 — рассеянное скопление в созвездии Кормы
- NGC 47 — галактика в созвездии Кит
- 47 Большой Медведицы (47 Ursae Majoris, 47 UMa) — жёлтый карлик, солнцеподобная звезда в созвездии Большой Медведицы

## В других областях

### Хронология
- 47 год
- 47 год до н. э.
- 1947 год

### Прочее
- ASCII-код символа «/»
- 47 — Код субъекта Российской Федерации и Код ГИБДД-ГАИ Ленинградской области
- АК-47 — Автомат Калашникова.
- Агент 47 — имя главного героя серии видеоигр Hitman
- 47 ронинов — герои японского народного предания о самураях
- +47 — международный телефонный код Норвегии
- Dino MC 47 — рэпер